# آتش‌سوزی مدرسه درودزن
آتش‌سوزی مدرسه درودزن حادثه‌ای بود که در سه‌شنبه ۱۴ آذر ۱۳۸۵ در مدرسه شهید رحیمی درودزن شهرستان مرودشت استان فارس رخ داد و هشت دانش‌آموز را در شعله‌های خود سوزاند. این آتش‌سوزی بر اثر آتش گرفتن تنها وسیله گرمایشی (بخاری نفتی علاءالدین) اتفاق افتاد و با وجود اینکه آموزش و پرورش توسط محاکم قضایی مقصر شناخته شد، پرداخت دیه به آسیب‌دیدگان تا آبان ماه ۱۳۹۰ طول کشید.

## واکنش‌ها
خبر فاجعه تا پانزده روز بعد توسط آموزش و پرورش اعلام نشد تا رئیس وقت سازمان بازرسی کشور در جلسه ای با مسئولان آموزش و پرورش خبر را اعلام داشت و جنبه ملی پیدا کرد.